# جيانغيو
جيانغيو (بالصينية: 江油市) هي مدينة على مستوى مقاطعة، في الصين، تقع في ميانيانغ، بلغ عدد سكانها 762,140 نسمة وذلك حسب إحصائيات سنة 2010، تبلغ مساحتها 2,719 كيلومتر مربع، رمزها البريدي هو 621700.

## التقسيمات الإدارية
- Sanhe, Jiangyou [الإنجليزية]‏.